# Nicola Veccia Scavalli
Nicola Veccia Scavalli (Parigi, 31 maggio 1976) è un direttore artistico, editore e grafico italiano.

## Biografia
Negli anni novanta, oltre all'attività di promotore musicale fonda l'etichetta discografica Unic Records. Successivamente, nel 2001 co-fonda e opera come direttore artistico e grafico della casa editrice Drago Publisher.
Con Graziella Lonardi Buontempo degli Incontri Internazionali Arte pubblica: La Transavanguardia Italiana per la Fondazione Proa di Buenos Aires (2003), Incontri… dalla collezione di Graziella Lonardi Buontempo per l'Accademia di Francia a Roma - Villa Medici (2003), Giancarlo Neri - Monografia (2004), Marilù Eustachio Taccuini (2005), Andrea Fogli Diario delle Ombre (2006), Bruno Ceccobelli, Gianni Dessì, Giuseppe Gallo, Nunzio, Pizzi Cannella, Marco Tirelli San Lorenzo (2006).
Dal 2003 ha collaborato con FotoGrafia. Festival internazionale di Roma, di cui ha curato la comunicazione grafica e le pubblicazioni di buona parte di tutte le sedici edizioni sotto la direzione di Marco Delogu collaborando con fotografi internazionali come Anders Petersen, Martin Parr, Guy Tillim, Tod Papageorge, Alec Soth, Tim Davis e tanti altri. Nello stesso anno ha creato il brand Kittesencula.
Ha pubblicato oltre 250 libri per istituzioni e editori come Biennale d'arte di Venezia, Maxxi, Azienda Speciale Palaexpo, Incontri Internazionali d'Arte, Zone Attive, Accademia di Francia a Roma, Zètema, Kerber Verlag, Quodlibet, Koenig books, Contrasto, Gallucci editore, Punctum Press, Drago Publisher, casa editrice co-fondata nel 2001 con l'editore italo-tedesco Paulo von Vacano.      

### Vita privata
Nell 2003 si sposa con l'attrice Romina Mondello dalla quale nello stesso anno ha avuto un figlio. Dal 2012 ha una figlia con la sua compagna Cecilia Trombadori.

## Libri pubblicati
- Pietro Ruffo, L'Ultimo Meraviglioso Minuto, ISBN 978-88-98565-68-9, Drago Publisher
- Swoon, The Red Skein, ISBN 978-8898565-47-4, Drago Publisher
- Jago, The Exhibition, ISBN 978-8898565-65-8, Drago Publisher
- Janette Beckman, Rebels, From Punk to Dior, ISBN 978-88-98565-46-7, Drago Publisher
- Brad Mirman, Street Life, ISBN 978-88-98565-59-7, Drago Publisher
- Marco Delogu, I trenta assassini, ISBN 978-88-95410-48-7, Punctum Press
- Artisti vari, La Vita Nova, L’Amore in Dante nello sguardo di 10 artiste, All'insegna del Mare
- Boogie, Neapolis, ISBN 978-88-98565-75-7, Drago Publisher
- Filippo Troiano, Mandeep e altri racconti, Punctum Press
- Niccolò Berretta, Stazione Termini, ISBN 978-88-98565-42-9, Drago Publisher
- Marco Delogu, Facing the camera, ISBN 978-88-95410-43-2, Punctum Press
- Artisti vari, Piazze [In]visibili, ISBN 978-88-95410-37-1, Punctum Press
- Alice Pasquini, Crossroads, ISBN 978-88-98565-52-8, Drago Publisher
- Crash Kid, A Hip Hop Legacy, ISBN 978-88-98565-39-9, Drago Publisher
- Estevan Oriol, This Is Los Angeles, ISBN 978-8898-565-24-5, Drago Publisher
- Futura 2000, Full Frame, ISBN 978-88-98565-37-5, Drago Publisher
- Irene Brin, Gaspero Del Corso E La Galleria L'Obelisco, ISBN 978-88-98565-41-2, Drago Publisher
- Artisti vari, Cross the Streets, ISBN 978-88-98565-22-1, Drago Publisher
- Artisti vari, The Street Is Watching, ISBN 978-88-88493-94-7, Drago Publisher
- Letizia Battaglia, Per Pura Passione, ISBN 978-88-98565-32-0, Drago Publisher
- Chi Modu, Tupac Shakur Uncategorized, ISBN 978-952-5648-49-2
- Letizia Battaglia, Anthologia, ISBN 978-88-98565-18-4 ( ISBN 978-88-98565-19-1), Drago Publisher
- Titina Maselli, Essere In Movimento, ISBN 978-88-89477-89-2, Maretti Editore
- Tim Davis, Quinto Quarto, ISBN 978-88-95410-20-3, Punctum Press
- Estevan Oriol, LA Portraits, ISBN 978-88-88493-89-3, Drago Publisher
- Eric de Chassey, Europunk (Cité de la Musique vrs.), ISBN 978-88-88493-99-2, Drago Publisher
- Sean Scully, Change and Horizontals, ISBN 978-88-88493-91-6, Drago Publisher
- Estevan Oriol, LA Woman, ISBN 978-88-88493-47-3, Drago Publisher
- Alec Soth, La Belle Dame Sans Merci, ISBN 978-88-95410-31-9, Drago Publisher
- Jr, Wrinkles Of The City Shangai, ISBN 978-88-88493-71-8, Drago Publisher
- Ed Templeton, The Golden Age of Neglect, ISBN 88-88493-02-6, Drago Publisher
- JonOne, Jonone Rocks, ISBN 978-88-88493-51-0, Drago Publisher
- Sten & Lex, Stencil art, ISBN 978-88-88493-62-6, Drago Publisher
- Aaron Rose, Young Sleek & Full Of Hell, ISBN 88-88493-32-8, Drago Publisher
- Jr, Wrinkles Of The City Los Angeles, Drago Publisher
- Nick Walker, A Sequence Of Events, ISBN 978-8888-49-346-6, Drago Publisher
- Marco Delogu, Noir et Blanc, ISBN 978-8869651-48-9, Contrasto Books
- Guy Tillim, Roma Città Di Mezzo, ISBN 978-88-95410-29-6, Punctum Press
- Lee Miller, Tony Vaccaro, Scatti Di Guerra, ISBN 978-88-95410-34-0, Punctum Press
- Mike Giant, Muerte, ISBN 978-88-88493-19-0, Drago Publisher
- Andrea Fogli, Diario Delle Ombre, ISBN 978-3-86678-009-5, Kerber verlag
- Artisti vari, Izastikup, ISBN 978-88-88493-33-6, Drago Publisher
- Artisti vari, Propaganda, ISBN 978-8888-493-08-4, Drago Publisher